# Neuf-Berquin
 Neuf-Berquin  (en neerlandés Nieuw-Berkijn) es una población y comuna francesa, en la región de Norte-Paso de Calais, departamento de Norte, en el distrito de Dunkerque y cantón de Merville.

## Demografía
| 802 | 840 | 765 | 892 | 1085 | 1156 |
| Para los censos de 1962 a 1999 la población legal corresponde a la población sin duplicidades (Fuente: INSEE [Consultar]) |     |     |     |      |      |